# ميخائيل براند
ميخائيل براند (بالألمانية: Michael Brand)‏ هو سياسي ألماني، ولد في 19 نوفمبر 1973 في ألمانيا. حزبياً، نشط في الاتحاد الديمقراطي المسيحي.

## مناصب
- في الانتخابات الفيدرالية الألمانية 2017، انتخب عضو في البوندستاغ الألماني عن دائرة Fulda (electoral district) [الإنجليزية]‏ وقد انضم خلال فترته النيابية (24 أكتوبر 2017 – )  للكتلة البرلمانية الكتلة البرلمانية لائتلاف الاتحاد الديمقراطي المسيحي / الاتحاد الاجتماعي المسيحي في البوندستاغ  [لغات أخرى]‏.
- انتخب عضو في البوندستاغ الألماني (18 أكتوبر 2005 – 27 أكتوبر 2009).
- انتخب عضو في البوندستاغ الألماني (27 أكتوبر 2009 – 22 أكتوبر 2013).
- انتخب عضو في البوندستاغ الألماني خلال فترته النيابية  [لغات أخرى]‏ (18 أكتوبر 2005 – 27 أكتوبر 2009).

## وصلات خارجية
- الموقع الرسمي